# 进德站
进德站是位于广西壮族自治区柳州市柳江区进德镇的一个铁路车站，邮政编码545106。车站建于1941年，有湘桂铁路经过该站，现仅办理货运，不办理客运业务，车站及其在柳南城际铁路上下行区间均电气化，而与其在湘桂铁路上下行区间均未电气化。车站距离衡阳站550公里，隶属中国铁路南宁局集团柳州车站，是四等站。